# كاميرون ستيوارت (ممثل)
كاميرون ستيوارت (بالإنجليزية: Cameron Deane Stewart)‏ هو ممثل أمريكي، ولد في 9 أغسطس 1991 بدالاس في الولايات المتحدة.

## أعمال

### أفلام
- (2012) طبقة الصوت المثالية[4]
- (2012) متخفية للغاية

### مسلسلات
- الموتى السائرون
- كاسل

## وصلات خارجية
- كاميرون ستيوارت على موقع IMDb (الإنجليزية)
- كاميرون ستيوارت على موقع ألو سيني (الفرنسية)
- كاميرون ستيوارت على موقع أول موفي (الإنجليزية)
- كاميرون ستيوارت على موقع قاعدة بيانات الفيلم (الإنجليزية)
- كاميرون ستيوارت على موقع كينوبويسك (الروسية)